# Гладю, Ролан
Ролан Эдуар Гладю (фр. Roland Edouard Gladu, 10 мая 1911, Монреаль — 26 июля 1994, там же) — канадский бейсболист, игрок третьей базы. В 1944 году играл в Главной лиге бейсбола в составе «Бостон Брэйвз». На протяжении своей карьеры он выступал за команды из Канады, США, Великобритании, Кубы и Мексики. С 2011 года входит в Зал славы британского бейсбола.

## Биография
Ролан Гладю родился 10 мая 1911 года в Монреале. В церковных документах его полное имя записано как Жозеф Альбер Роллан Эдуар (фр. Joseph Albert Rolland Édouard). Он был одним из троих детей в семье Кловиса и Альбертины Гладю, живших в монреальском районе Мезоннёв. В детстве он, как и большинство канадских мальчишек, играл в хоккей. Позже Ролан заинтересовался бейсболом и в 17 лет играл за одну из полупрофессиональных команд на востоке города.
В сентябре 1930 года Гладю подписал контракт с клубом Международной лиги «Монреаль Роялс». Следующий сезон он начал в команде из Кантона, игравшей в Центральной лиге. Три недели он провёл в составе «Бингемтон Триплетс», ещё неделю отыграл в «Джонстаун Джоннис». В газетах писали, что главной проблемой молодого игрока стал языковой барьер. Ролан не говорил по-английски и не мог найти общий язык с партнёрами. В 1932 году он снова пробовал свои силы в «Роялс», а после окончания сезона играл за монреальскую команду в Лиге провинции Квебек. Спортивный редактор газеты Le Miroir Жан Баррет в своей статье называл Гладю самым опасным отбивающим Квебека.
Весной 1933 года «Роялс» готовились к сезону во Флориде и игра Ролана заинтересовала представителей клуба Главной лиги бейсбола «Филадельфия Атлетикс». Он сыграл за команду в выставочном матче, но контракт не подписал. Чемпионат Гладю провёл в «Монреале» и клубе Лиги Нью-Йорка и Пенсильвании «Йорк Уайт Роузес». В 1934 году он играл в Пидмонтской лиге за «Ричмонд Колтс», а следующий сезон снова провёл в Канаде из-за проблем с документами.
Перед стартом сезона 1936 года он получил предложение стать играющим тренером команды из Лашина в Квебеке, но уехал в Великобританию. На Туманном Альбионе во второй половине 1930-х годов бейсбол на короткое время достиг расцвета. В течение двух лет Гладю был играющим тренером команды «Вест Хэма» и даже получил прозвище «Бейб Рут из Канады». Вместе с ним там играл его младший брат Эдди. Межсезонье Ролан провёл в Бельгии, где играл в хоккей. В 1938 году он вернулся на родину и несколько лет играл за различные канадские команды. В 1942 году его призвали в армию. Службу он провёл, в течение года тренируя команду 5-го военного округа в Квебеке и выиграв с ней чемпионат провинции.
В 1944 году его бывший партнёр по команде Дел Биссонетт был назначен главным тренером «Хартфорд Чифс», фарм-клуба «Бостона». Он пригласил Гладю на весенние сборы и тот смог пробиться в основной состав «Брэйвз». Восемнадцатого апреля 1944 года Ролан дебютировал в Главной лиге бейсбола. Он сыграл за команду в 21 матче, отбивая с показателем 24,2 %. В конце мая в игре против «Питтсбурга» он допустил грубую ошибку, и вскоре Гладю снова отправили в «Хартфорд». Там он до конца регулярного чемпионата сыграл в 119 матчах и с показателем эффективности 37,2 % стал вторым отбивающим в лиге. После окончания сезона «Брэйвз» продали его контракт «Монреалю» за 10 тысяч долларов.
«Роялс» к тому моменту стали фарм-клубом другой команды Главной лиги бейсбола, «Бруклин Доджерс». Вместе с Гладю за команду играли ещё два франкофона: Жан-Пьер Руа и Стэн Бреар. Благодаря этому, «Роялс» были особенно популярны в городе. Кроме того, в 1945 году команда выиграла регулярный чемпионат Международной лиги и дошла до финала плей-офф, где в семи матчах проиграла «Ньюарк Беарс». Ролан в том сезоне сыграл в 153 матчах и установил клубный рекорд, выбив 204 хита. Удачное выступление заинтересовало генерального менеджера «Доджерс» Бранча Рики, но сезон он доиграл в «Монреале». Зимой Гладю и Руа уехали играть в Кубинскую лигу за «Сьенфуэгос».
После его возвращения в США «Доджерс» отказались от приглашения Гладю из-за его возраста. Ему было уже 35 лет, хотя он списал себе два года, и он не имел большого опыта игры на высшем уровне. Генеральный менеджер «Роялс» Мел Джонс тоже считал, что успех Ролана связан с невысоким уровнем конкуренции из-за призыва значительного числа игроков в армию. Сам игрок был недоволен условиями контракта и с радостью принял предложение мексиканского бизнесмена Хорхе Паскеля: соглашение на три года с зарплатой 25 тысяч долларов. После этого Гладю и ещё двенадцать игроков, уехавших в Мексику, были дисквалифицированы на пять лет. В Мексиканской лиге он отыграл два сезона, а зимнее межсезонье проводил на Кубе.
В 1948 году Ролан вернулся в Канаду. Следующие три года он был играющим тренером в Шербруке. Осенью 1951 года команда выиграла чемпионат Провинциальной лиги, а на следующий день полностью сгорел её стадион. Сезон 1952 года ей пришлось пропустить. Гладю провёл его в роли играющего тренера команды из Тетфорд-Майнс. Он стал последним в его карьере.
После этого он начал карьеру скаута. Гладю работал на «Кливленд Индианс», «Милуоки Брэйвз» и «Чикаго Кабс». Среди игроков, приглашённых им в Главную лигу бейсбола, были питчеры Клод Раймон и Рон Пише. Он продолжал поддерживать спортивную форму, в сезоне 1955/56 Ролан играл защитником в команде Квебекской хоккейной лиги «Труа-Ривьер Лайонс». Известно, что в начале 1990-х годов он принимал участие в различных молодёжных спортивных программах Монреаля.
Ролан Гладю умер от рака 26 июля 1994 года. В 2011 году он был посмертно избран в Зал славы британского бейсбола.